# Aïn Defla (distrito)
Aïn Defla é um distrito localizado na província de Aïn Defla, no norte da Argélia.[carece de fontes?] Sua capital é Aïn Defla.